# 高腰花帽青螺
高腰花帽青螺（学名：Patelloida conulus），又名灯光拟帽贝或蕾青螺（Patelloida pygmaea lampanicola），是一種屬於莲花青螺科拟帽贝属的笠貝海螺。
舊屬原始腹足目，今屬笠形腹足支序。

## 簡述
體長4.9（0.19英寸）

## 分佈
主要分布于台湾、金門、韩国及香港周邊海域，栖息在潮间带，常附着在内湾的沙泥底上的石头或其他贝类。